# Metropolia Durbanu
Metropolia Durbanu – metropolia Kościoła rzymskokatolickiego w Republice Południowej Afryki. Powstała 11 stycznia 1951. Od 2021 godność metropolity sprawuje arcybiskup Siegfried Mandla Jwara.

## Diecezje
- Archidiecezja Durbanu
- Diecezja Dundee
- Diecezja Eshowe
- Diecezja Kokstad
- Diecezja Mariannhill
- Diecezja Umtata
- Diecezja Umzimkulu